# Новоазовський район
Новоазо́вський райо́н (до 1958 Будьоннівський район) — колишня адміністративно-територіальна одиниця на південному сході Донецької області України. Районний центр: Новоазовськ. Населення становило 35 690 осіб (на 1.08.2013). Дата утворення — 7 березня 1923 року. Площа — 870,94 км². 3,9 % від території області.
2014 року внаслідок відкритого збройного вторгнення російських військ більша частина території району була окупована Росією.

## Загальні відомості
Дата утворення — 7 березня 1923 року.
Адміністративно—територіальний устрій: усього 10 рад, в тому числі — міська рада — 1, селищна рада — 1, сільських рад — 8; міст — 1 (Новоазовськ), селищ міського типу — 1 (Сєдове), селищ — 1 (Обрив), сіл — 37.
Населення — 36,5 тис. осіб. Відстань до м. Донецька 116 км

## Адміністративний устрій
Адміністративно-територіально район поділяється на 1 міську раду, 1 селищну раду та 8 сільських рад, які об'єднують 40 населених пунктів та підпорядковані Новоазовській районній раді. Адміністративний центр — місто Новоазовськ.
Згідно з постановою Верховної Ради України № 1282 від Новоазовського району віддаються Волноваському 2282,7 га, що знаходяться у віданні Виноградненської сільської ради (в тому числі території села Виноградне, села Піонерське, села Приморське), 4 348,2 га — Комінтернівського сільської ради (в тому числі території села Комінтерново, села Водяне, села Заїченко), 4 928,3 га — Лебединської сільської ради (в тому числі території села Лебединське, селища Калинівка, села Сопине), 4 928,7 га — Павлопільської сільської ради (у тому числі території села Павлопіль, села Харчовик, села Черненко) і 917,8 га — Широкинської сільської ради (в тому числі території села Широкине, села Бердянське). Загалом 17405,7 га земель. Таким чином площа району тепер становить 81 861,2 га.
20 травня 2015 року Верховна рада України прийняла постанову № 2321, згідно з якою були внесені зміни до раніше прийнятої постанови. Тепер Виноградненська сільська рада площею 22,83 км² відноситься до складу Маріупольської міської ради.

## Транспорт
Територією району проходить автошлях E58.

## Населення
Національний склад населення району за переписом 2001 року
|          | чисельність | частка |
| українці | 26 123      | 67,2   |
| росіяни  | 11 494      | 29,5   |
| греки    | 389         | 1,0    |
| білоруси | 208         | 0,5    |
| німці    | 182         | 0,5    |

Етномовний склад сільських та міських рад району (рідна мова населення) за переписом 2001 року
|                          | російська | українська | вірменська | білоруська |
| Новоазовський район      | 59,3      | 40,2       | 0,10       | 0,05       |
| ------------------------ | --------- | ---------- | ---------- | ---------- |
| м. Новоазовськ           | 76,7      | 22,9       | 0,02       | 0,06       |
| смт Сєдове               | 94,7      | 5,0        | 0,14       |            |
| Безіменнська сільрада    | 44,0      | 55,1       | 0,61       | 0,03       |
| Виноградненська сільрада | 57,8      | 42,0       |            |            |
| Козацька сільрада        | 37,0      | 62,7       |            | 0,08       |
| Комінтернівська сільрада | 74,0      | 25,2       |            |            |
| Красноармійська сільрада | 20,0      | 79,6       | 0,13       | 0,06       |
| Лебединська сільрада     | 70,6      | 29,1       |            | 0,05       |
| Павлопільська сільрада   | 25,4      | 73,6       | 0,29       |            |
| Приморська сільрада      | 51,5      | 48,2       |            |            |
| Розівська сільрада       | 47,3      | 52,2       | 0,20       | 0,05       |
| Самійлівська сільрада    | 53,0      | 46,7       | 0,09       | 0,09       |
| Саханська сільрада       | 38,9      | 60,9       | 0,07       |            |
| Хомутівська сільрада     | 11,1      | 88,4       | 0,08       | 0,32       |
| Широкинська сільрада     | 38,7      | 61,0       |            | 0,06       |

## Соціальна сфера
На території Новоазовського району розташовано:
- 5 промислових підприємств,
- 91 підприємство малого бізнесу,
- 21 сільськогосподарське підприємство,
- 168 селянських (фермерських) господарств,
- 19 дитячих дошкільних закладів,
- 19 загальноосвітніх шкіл,
- 1 ліцей,
- 1 лікарня,
- 32 лікувальних амбулаторно — поліклінічних заклади, (в тому числі 6 сільських лікарських амбулаторій, 24 фельдшерських та 2 фельдшерсько-акушерських пункти),
- 25 бібліотек,
- 26 закладів клубного типу,
- 1 стадіон, 21 спортивний зал, 8 футбольних полів, 28 спортивних майданчиків, 5 спортивних та дитячо-юнацьких клубів.
- 287 підприємств торгівлі,
- 49 підприємств громадського харчування,
- 50 підприємства побутового обслуговування.
- Кількість культових споруд церкви — 15.

## Пам'ятки
У Новоазовському районі Донецької області на обліку перебуває 49 пам'яток історії.

## Політика
25 травня 2014 року відбулися Вибори Президента України. У межах Новоазовського району були створені 22 виборчі дільниці. Явка на виборах складала — 8,95% (проголосували 2 247 із 25 095 виборців). Найбільшу кількість голосів отримав Петро Порошенко — 35,34% (794 виборців); Сергій Тігіпко — 18,38% (413 виборців), Юлія Тимошенко — 10,10% (227 виборців), Михайло Добкін — 5,38% (121 виборців). Решта кандидатів набрали меншу кількість голосів. Кількість недійсних або зіпсованих бюлетенів — 4,72%.